# Bodo Gladrow
Bodo Gladrow (* 3. Dezember 1959) ist ein ehemaliger deutscher Fußballspieler. 1982/83 spielte er für Chemie Böhlen in der DDR-Oberliga, der höchsten Spielklasse im DDR-Fußball.

## Sportliche Laufbahn
Im Alter von 20 Jahren schloss sich Bodo Gladrow 1980 der Betriebssportgemeinschaft (BSG) Chemie Böhlen an, für die er zunächst in der Nachwuchsoberliga eingesetzt wurde. Da die 1. Mannschaft 1981 aus der Oberliga abstieg, wurde aus der Nachwuchsmannschaft Chemie Böhlen II, die 1981/82 in der drittklassigen Bezirksliga Leipzig antreten musste. Zum Kader gehörte wieder Gladrow, der aber auch mit der 1. Mannschaft sieben Spiele in der DDR-Liga bestritt. Diese kehrte nach einem Jahr wieder in die Oberliga zurück, nachdem sie die Aufstiegsrunde erfolgreich abgeschlossen hatte. Von den acht Qualifikationsspielen absolvierte Gladrow eine Partie. Zur Oberligasaison 1982/83 wurde er als Mittelfeldspieler offiziell für die 1. Mannschaft nominiert. Obwohl ihn Trainer Heinz Joerk bereits im ersten Oberligaspiel einsetzte, kam Gladrow in der Folge nicht über den Status eines Ersatzspielers hinaus. Er bestritt nach seinem ersten Einsatz noch weitere acht Oberligaspiele, in denen er nur noch dreimal in der Startelf stand. Nach nur einer Saison musste Chemie Böhlen erneut absteigen, und Gladrow wechselte zum DDR-Ligisten Robotron Sömmerda. Auch dort wurde er wieder als Mittelfeldspieler vorgesehen, und er schaffte es mit 21 Einsätze in den 22 Ligaspielen zum Stammspieler. Mit seinen fünf Treffern wurde er bester Torschütze seiner Mannschaft. Obwohl die BSG Robotron Gladrow auch für die DDR-Liga-Saison 1984/85 für ihr Spieleraufgebot meldete, kam er nicht zum Einsatz. Robotron stieg nach der Saison in die Bezirksliga ab. Als die BSG 1987 in die DDR-Liga zurückkehrte, gehörte Gladrow auch offiziell nicht mehr zum Kader. Er kehrte auch an anderer Stelle nicht mehr in den höheren Ligenbetrieb zurück. Dort war er zu neun Oberligaspielen ohne Tor, 28 DDR-Liga-Spielen mit sechs Toren und einem Aufstiegsspiel ohne Tor gekommen.